# Titan Publishing Group
Titan Publishing Group Ltd är ett brittiskt bokförlag, som grundades 1981 av Nick Landau och Vivian Cheung under namnet Titan Books. Titan Publishing Group är ett dotterbolag till Titan Entertainment och står för publiceringen av böcker, serieromaner, tidskrifter och manga. De fyra delarna av Titan Publishing Group är:
1. Titan Books
2. Titan Comics
3. Titan Magazines
4. Titan Manga